# Смотритель Володимир Петрович
Володимир Петрович Смотритель (нар. 13 січня 1953, м. Городище) — український театральний актор, керівник та актор монотеатру «Кут» (м. Хмельницький), народний артист України.

## Життєпис
Володимир Смотритель народився 13 січня 1953 року у м. Городище на Черкащині. Після закінчення школи він у 1974 році став студентом Дніпропетровського хореографічного училища. По закінченню училища, у 1978 році вступив до Київського театрального інституту імені Івана Карпенка-Карого на факультет драми і кіно, після закінчення якого вісім років працював актором на професійній сцені Київського театру юного глядача. З 1986 року працював у Чернівецькій обласній філармонії.

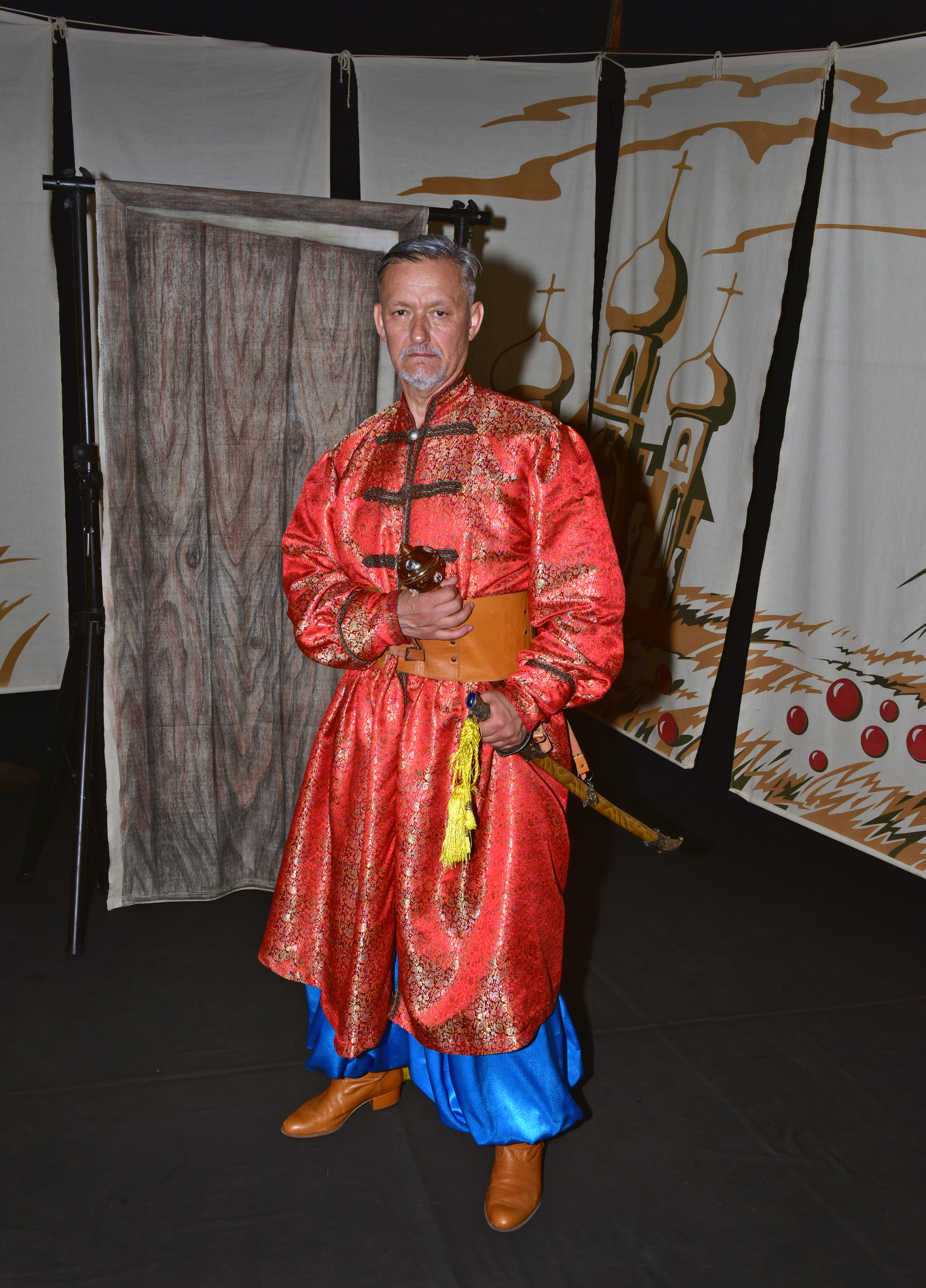
Смотритель Володимир Петрович

До Хмельницького переїхав працювати у 1988 році. Перші три роки —в обласній філармонії. Паралельно переконує тодішнього мера міста Михайла Чекмана у важливості та потрібності існування такого неординарного явища в житті міста як монотеатр. Тож у 1992 році на сесії міської ради за ініціативи міського голови такий театр було створено. Це невеличке приміщення в центрі міста з глядацьким залом та сценою. Назва театру «Кут» походить з назви перехрестя доріг у рідному місті Володимира, Городище, де щовечора збиралась місцева молодь поспілкуватися та послухати пісні під гітару. [джерело?]

## Нагороди та визнання
- 1992 — володар гран-прі Всеукраїнського конкурсу авторської пісні «Оберіг — 92» (м. Луцьк);
- 1995 — лауреат Всеукраїнського конкурсу на кубок Аркадія Чайкіна «Море сміху — 95» (м. Запоріжжя);
- 1998 — володар першої премії Всеукраїнського конкурсу гумору та сатири імені Андрія Сови (м. Одеса);
- 2000 — лауреат міжнародного конкурсу «Відлуння» (м. Київ);
- 2002 — «Людина року» в номінації «Митець» (м. Хмельницький);
- 2005 — Гран-прі Всеукраїнського фестивалю «Віват актор» (м. Дніпропетровськ);
- 2006 — Заслужений артист України;
- 2016 — Народний артист України.